# Nòverca
Nòverca S.r.l. (anciennement e-Seed Telecommunications S.p.A.) était une entreprise de télécommunications italienne qui opérait dans le secteur de la téléphonie mobile en tant qu'opérateur de réseau mobile virtuel sur le réseau TIM,.
Faisant auparavant partie du Groupe Acotel, elle a été vendue en 2016 au Groupe Telecom Italia, qui lui a confié en 2017 le contrôle de Kena Mobile,.
La fusion par incorporation de Nòverca dans TIM a eu lieu en 2019.

## Histoire
La société a été fondée en 2000 sous le nom d'e-Seed par Angel Ventures de Gianfilippo Cuneo. Il s'agissait d'une entreprise opérant dans le secteur de la télévision interactive.
En 2001, elle a été rachetée, initialement à 50 %, puis à 100 %, par le Groupe Acotel.
En 2006, elle devient Nòverca (nom qui dérive du portemanteau de NOVità, « nouvelles » et de ricERCA, « recherche », et dont le logo est une stylisation du nom avec le « o » représentant un petit homme qui appelle au téléphone), lancement de logiciels de messagerie instantanée et de VoIP exploitant le protocole SIP.
En 2008, une collaboration industrielle a débuté entre le Groupe Acotel et le groupe bancaire Intesa Sanpaolo, qui s'est traduite par l'achat par Intesa Sanpaolo de 4,75% du capital social du Groupe Acotel, l'entrée d'Intesa Sanpaolo avec 10% dans l'actionnariat de Nòverca, et la création d'une nouvelle société appelée Nòverca Italia à laquelle Nòverca et Intesa Sanpaolo participeront respectivement à hauteur de 66% et 34% du capital social. Nòverca Italia opèrera sur le marché italien comme Mobile Virtual Network Operator (MVNO),,.
L'entrée sur le marché a eu lieu le 30 mars 2009. L'offre, initialement dédiée aux seuls clients particuliers, a été étendue aux clients professionnels en mai 2011.
Les préfixes des SIM Nòverca, appelés Extended SIM, appartenaient à la cinquième décennie de 350 (c'est-à-dire 350-5). Dans la période précédant la conversion au Full MVNO, les préfixes émis appartenaient à la septième décennie de 370 (c'est-à-dire 370-7) car ils dérivent de ceux dont TIM (opérateur de support) est attribué pour ses ESP MVNO.
La commercialisation de la SIM Nòverca a été rendue disponible, ainsi que depuis le site Web de l'opérateur, également depuis le site Web de Terrecablate et depuis le site Web mobile Rabona (ce dernier vendu avec des options ad hoc), également via les points de vente SISAL et Lottomatica via l'achat d'un code PIN reversé lors de votre commande sur le site lui-même, en l'absence de paiement par carte bancaire.
Les modes de chargement disponibles étaient :
- depuis un téléphone mobile, en utilisant le code de recharge qui peut être acheté dans les points SISAL et Lottomatica Servizi ;
- avec les services bancaires mobiles ;
- aux distributeurs automatiques des banques du groupe Intesa Sanpaolo ;
- depuis le site par carte bancaire.

En mai 2013, Intesa Sanpaolo a quitté l'entreprise,.
Le 9 janvier 2015, Telecom Italia et Nòverca ont annoncé le transfert à TIM d'environ 170 000 clients consommateurs actifs de Nòverca à la suite de la décision de Nòverca de se concentrer exclusivement sur les activités de Mobile Virtual Network Aggregator (MVNA), intégrant l'activité déjà existante de Mobile Virtual Network Enabler (MVNE),,.
À partir du 1er février 2015, en vertu de cet accord, tous les clients Nòverca sont devenus automatiquement clients TIM, mais ont pu continuer à utiliser les services Nòverca sans aucune modification jusqu'au 7 mai 2015. Tous les clients ont eu la possibilité de se rendre dans les points de vente TIM entre le 4 février 2015 et le 2 mai 2015, pour porter le numéro à des conditions avantageuses vers une nouvelle SIM TIM et continuer à utiliser les services de radio mobile à des conditions économiques pratiquement inchangées même après l'arrêt définitif des services sur la SIM Nòverca, sans préjudice du droit du client à procéder à la portabilité vers tout autre opérateur dans les conditions actuelles, ou se retirer totalement et sans frais du contrat de fourniture de services de radiocommunication mobile.
Depuis le 7 mai 2015, Nòverca a cessé de fournir ses services de communications mobiles et personnelles aux utilisateurs particuliers et professionnels, mais a continué à fournir des services de communications mobiles pour tous les contrats existants et futurs avec le monde des MVNO en tant que fournisseur MVNA et MVNE.
Le 1er novembre 2016, Nòverca a été vendue au groupe Telecom Italia et Nòverca Italia a été mise en liquidation,.
En plus de poursuivre les activités de MVNE/MVNA, Nòverca a lancé le 29 mars 2017 la marque Kena Mobile,.
Le 31 octobre 2019, l'acte de fusion par incorporation de Nòverca dans TIM a été signé, avec pour conséquence le transfert de la marque Kena Mobile à TIM.

## Kena Mobile

Kena Mobile

Kena Mobile est un service de téléphonie mobile proposé par l'opérateur de réseau mobile italien TIM (auparavant par Nòverca), appartenant au Groupe Telecom Italia, et fonctionnant sur le réseau TIM,.

Le service a été lancé pour les clients privés uniquement le 29 mars 2017, via le réseau GSM-UMTS de TIM. Le nom « Kena » vient du guerrier mythologique polynésien du même nom,,,.
Le 14 juillet 2018, Kena Mobile a décidé de créer une offre pour la maison en annonçant le service « Kena Casa ». Pour le moment, le service n'est disponible que dans certaines régions d'Italie et offre la possibilité de se connecter via Wi-Fi et de surfer sans limites et sans ligne fixe, grâce au LTE. Les vitesses sont de 30 Mbps en téléchargement et de 3 Mbps en téléversement.
Le service s'occupe de fournir un accès Internet FWA grâce à l'utilisation de fréquences spécifiques pour WiMAX incluses dans le spectre compris entre 3,4 et 3,6 GHz, mais étant donné le manque de ces fréquences chez Nòverca, l'entreprise a dû se tourner vers un tiers pour son service réseau, dont le choix s'est porté sur Linkem.
En octobre 2018, Kena Mobile a également activé la 4G, avec une vitesse maximale de 30 Mbps en téléchargement et jusqu'à 5,76 Mbps en téléversement.